# Telemarketing
Telemarketing je definován jako měřitelná činnost, při které pomocí telefonu nalézáme, získáváme a rozvíjíme vztah se zákazníkem. Moderní a profesionální telemarketing začaly v České republice nabízet specializované firmy v letech 1993 – 1994, a to spíše jako podpůrnou činnost k jiným marketingovým aktivitám. První skutečná call centra vznikala v ČR až kolem roku 1996. Nejčastěji se uplatňuje u telefonních společností, v bankovnictví, pojišťovnictví, ale i jako prostředek prodeje spotřebního zboží a jiných služeb. Větší společnosti telemarketing zadávají externím společnostem - využívají outsourcing. Tato forma je pro společnosti levnější a zajišťuje využití profesionálních operátorů. Telemarketing je jednou z efektivních forem přímého marketingu.

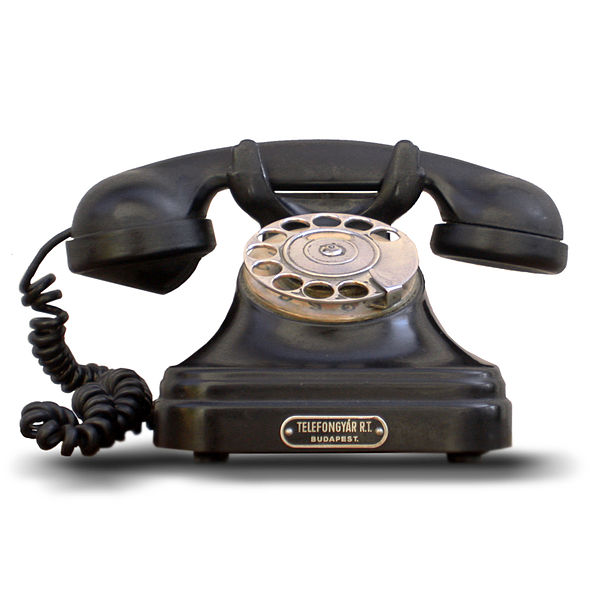
Ne vždy byly telefonáty řízeny přes počítačový systém.

## Pracovníci call center
Zaměstnanci call centra jsou základním předpokladem pro efektivní fungování. Požadavky na kvalifikační předpoklady a osobní vlastnosti budoucího pracovníka zákaznického centra se neustále zvyšují. Velké firmy provozují call centra s několika stovkami operátorů. Věkový průměr operátorů velkých zákaznických center je 22 let. Často monotónní činnost nebo odpovídání klientům na nejrůznější dotazy je náročné psychicky i fyzicky.
Univerzální operátoři provádějí různé transakce a poskytují všeobecné informace.
Specialisté se zabývají složitou problematikou a jsou schopni zodpovědět klientovi i velmi odborné dotazy.
Teamleader je vedoucí týmu, jeho pracovní náplní je zabezpečit hladký chod provozu zákaznické linky. Zadává úkoly, dohlíží na jejich plnění, předává nové informace, podává hlášení svému nadřízenému, sleduje kvalitu, koučuje a podobně.
Supervizor sleduje kvalitu hovorů a poskytuje zpětnou vazbu. Zabezpečuje všechny činnosti teamleadera. Specializované týmy supervizorů provádění off-line náslechy, sledují kvalitu telefonických hovorů, úroveň písemné komunikace a stanovují individuální pořadí úspěšnosti jednotlivců i celých týmů.

## Členění telemarketingu

### Aktivní telemarketing
Operátoři pracující v aktivním telemarketingu se zejména zabývají oslovováním vybraných klientů, kterým nabízejí služby či produkty dané společnosti. Další možností jsou outbound hovory, při nichž se po telefonu sjednávají schůzky obchodníkům nebo se přímo uzavírají objednávky. Postoj veřejnosti k aktivnímu telemarketingu není příliš pozitivní. Bývá často považován za narušování soukromí.

### Pasivní telemarketing
O pasivní telemarketing se jedná tehdy, když operátoři vyřizují telefonáty klientů, kteří sami zavolají. Role operátorů však není pasivní, protože musejí reagovat na podnět, žádost nebo dotaz klientů. Zákazníci volají na veřejná telefonní čísla, aby zjistili informace, podali stížnost, uskutečnnili objednávky apod.

### Oddělený a přímý mix
V praxi se stále více setkáváme s propojování aktivního a pasivního telemarketingu. Operátorů se během dne střídají příchozí a odchozí hovory (tzv. mix). Možnost kombinovat obě techniky umožňuje maximálně využít operátora.

## Formy telefonních hovorů

### Welcome calls
Welcome calls se využívají při uvítání nového zákazníka. Zákazník je během nich seznámen s podmínkami spolupráce, popřípadě také se způsobem zacházení s novým produktem nebo službou, kterou začal využívat. Pomocí welcome calls se buduje vztah klienta a firmy, je tedy nezbytné přistupovat k nim nanejvýš profesionálně.

### Follow-up hovory
Follow-up hovory slouží k prohlubování vztahu klienta a firmy. Obvykle bývají používány k získání informací o spokojenosti klienta, popřípadě s poradenstvím v případech, že je klientovi něco nejasné. Není výjimkou, že prostřednictvím těchto hovorů přejí firmy svým klientům vše nejlepší k svátkům a narozeninám. V České republice se příliš nepoužívají, bývají nahrazovány jinou formou direct marketingu, např. dopisy, pohlednice, maily.

### Retention calls
Cílem retenčních hovorů je návrat klienta zpět ke společnosti. Nejčastěji je využívají telefonní operátoři a pojišťovny. Bývají tvořena celá oddělení zabývající se těmito hovory. Jedná se o jeden z nejobtížnějších typů hovorů. Operátoři bývají často odmítáni a je tedy velice důležité, aby byli tímto úkolem pověřováni pouze vysoce asertivní jedinci. Mnohdy lze klienta k návratu přesvědčit udělením bonusu nebo poskytnutím výhodnější nabídky. Jedná se o případy, kdy je klient spokojen se stávajícími službami, ale konkurence mu za stejných služeb poskytne lepší podmínky.

### Aquisition calls
Cílem hovorů je získat nového klienta. Jedná se o nejnáročnější typ telefonátu, kdy se snažíme potenciálnímu klientovi prodat službu nebo produkt firmy.

### Krizové hovory
Do skupiny krizových hovorů řadíme ty, kdy klient čelí závažné životní situaci vyvolávající u něj akutní reakci na stres. Jedná se převážně o hospitalizaci příbuzného, odcizení auta, nehodu, aj. Operátor musí mít na paměti, že takto stresovaný člověk není schopen vnímat všechny informace. Obecně platí, že v podobných situacích člověk zachytí pouze 5-13 % informací. Je tedy nutné jednat s klientem pomalu, zřetelně a s porozuměním. Tyto hovory bývají typické pro centra hlášení pojistných událostí.

### Komunikace s médii
Při jednání s médii by měl za společnost vždy hovořit pověřený zaměstnanec firmy, který má výborné vyjadřovací schopnosti a je zvyklý jednat pod tlakem. Je nutné mít na paměti, která z firemních dat je možné zveřejňovat a vždy hovořit korektně. Především proto, že hovory mohou být nahrávány nebo dokonce pouštěny do přímých přenosů.

## Zákonná úprava v České republice
Novela zákona z roku 2023 upravuje podmínky pro telemarketing.